# Bundesverkehrswegeplan 1973
Der Bundesverkehrswegeplan 1973 (auch Bundesverkehrswegeplan 1. Stufe) war der erste Bundesverkehrswegeplan in der Bundesrepublik Deutschland. Der Plan gilt als ein maßgeblicher Meilenstein für die Einführung des Eisenbahn-Hochgeschwindigkeitsverkehrs in Deutschland.

## Geschichte
Im Februar 1966 schlug eine von Ernst Müller-Hermann geleitete Gruppe von Bundestagsabgeordneten unter anderem vor, an Stelle der bislang üblichen sektoralen Infrastrukturplanungen ein integriertes Verkehrswegeprogramm für Straßen-, Schienen- und Schiffsverkehr zu schaffen.
1967 legte der damalige Bundesverkehrsminister Georg Leber sein „Programm für die Gesundung des deutschen Verkehrswesens“ („Leber-Plan“) vor. Darin kündigte er ein koordiniertes Bundesverkehrswegeprogramm an, in dem Schienen-, Straßen-, Wasserstraßen- und Luftverkehr gemeinsam betrachtet werden sollten. Damit sollten Verdichtungsräume, Industriezentren und Häfen besser verbunden, die Verkehrswege in Ballungsräumen entlastet, die seewärtigen Zufahrtswege zu den Häfen ausgebaut, die wirtschaftlich schwächeren Räume gefördert, die Verkehrsverhältnisse auf die Wiedervereinigung Deutschlands ausgerichtet sowie die Verkehrsnetze der Bundesrepublik Deutschland und ihrer europäischen Nachbarländer enger vernetzt werden.
Am 4. April 1968 forderte der Deutsche Bundestag die Bundesregierung auf, das Bundesverkehrswegeprogramm bis zum 1. Oktober 1968 vorzulegen. Leber lehnte dies aufgrund der großen Bedeutung und der großen Investitionssummen ab. Nachdem der Arbeitsaufwand für den Plan unterschätzt worden war, wurde Ende 1969 mit der Vorlage des Plans für „etwa 1972“ gerechnet. Eine Reihe von Verkehrswissenschaftlern wurde zur Beantwortung verkehrspolitischer Fragestellungen herangezogen.
Die 1968 durch eine Arbeitsgruppe des Bundesverkehrsministeriums begonnene Planung des Bundesverkehrswegeplans verfolgte das Ziel, die Verkehrsnetze von Straße, Schiene und Wasserwegen aufeinander abzustimmen und zu einem Gesamtsystem zu integrieren. Gleichzeitig sollte der volkswirtschaftliche Bedarf mit den zur Verfügung stehenden Haushaltsmitteln abgestimmt und unter gesamtwirtschaftlichen Aspekten bewertet werden. Die damalige Deutsche Bundesbahn richtete am 1. Oktober 1969 eine Entwurfs- und Planungsabteilung ein. 1970 legte die Deutsche Bundesbahn mit dem Ausbauprogramm für das Netz der Deutschen Bundesbahn ihren Beitrag dazu vor, der im Bundesverkehrswegeplan 1973 weitgehend berücksichtigt wurde.
Der Bundesverkehrswegeplan 1973 wurde im Oktober 1973 veröffentlicht. Infolge einer veränderten energiepolitischen und gesamtwirtschaftlichen Situation wurde später eine zeitnahe Fortschreibung des Bundesverkehrswegeplanes erforderlich. Ende 1979 wurde der Bundesverkehrswegeplan 1980 für den Zeitraum 1981 bis 1990 beschlossen.
Der Anteil der Investitionen für die Deutsche Bundesbahn an allen Verkehrsinvestitionen in der Bundesrepublik Deutschland nahm von 6 Prozent (1972) auf 21 Prozent (1978) zu.

## Finanzierungsbedarf und verfügbare Mittel
Die Gegenüberstellung der langfristig erforderlichen Infrastrukturmaßnahmen mit den verfügbaren Finanzmitteln zeigte eine nicht unerhebliche Diskrepanz zwischen Finanzierungsbedarf und Finanzierungsmöglichkeiten. Für den Zeitraum 1976–1985 wurden auf der Grundlage der mittelfristigen Finanzplanung folgende Zahlen ermittelt:
|                             | Investitionen (Mrd. DM) | gesamter Mittelbedarf (Mrd. DM) |
| --------------------------- | ----------------------- | ------------------------------- |
| Deutsche Bundesbahn         | 46,0                    | 62,7                            |
| Bundesfernstraßen           | 147,2                   | 182,2                           |
| Bundeswasserstraßen         | 12,0                    | 18,4                            |
| Flugsicherung und Flughäfen | 3,1                     | 6,3                             |
| Summe                       | 208,3                   | 269,6                           |

Demnach bestand eine Finanzierungslücke, für deren Schließung folgende Möglichkeiten in erwogen wurden:
- Steigerung der Ausgaben für die Bundesverkehrswege, d. h. der staatlichen Vorsorge für den Verkehr müsste im Vergleich aller Bundesaufgaben ein höherer Rang zugemessen werden,
- Überprüfung der öffentlichen Infrastrukturmaßnahmen mit dem Ziel, weniger dringliche Investitionen auf die Zeit nach 1985 zu verschieben.

### Deutsche Bundesbahn
Im Bereich der Deutschen Bundesbahn waren für den Zeitraum von 1971 bis 1985 sieben Neu- und acht Ausbaustrecken vorgesehen. Die Gesamtlänge der für 300 km/h konzipierten Neubaustrecken lag bei rund 950 km, die der Ausbaustrecken bei insgesamt rund 1250 km. Im Bereich der Bundesschienenwege waren Gesamtinvestitionen von 31 Milliarden D-Mark (rund 16 Milliarden Euro, Preisstand: 1973) vorgesehen.
Der Schienenverkehrs-Teil des Bundesverkehrswegeplans 1973 schloss weite Teile des Ausbauprogramms für das Netz der Deutschen Bundesbahn ein, das im August 1970 von Vorstand und Verwaltungsrat der DB beschlossen wurde. Im Planungszeitraum 1971 bis 1985 waren dabei Investitionen von 31 Milliarden D-Mark vorgesehen. Neben Maßnahmen zur Sanierung, Modernisierung und Elektrifizierung hatte dieser Plan sieben Neu- und neun Ausbaustrecken enthalten. Darauf aufbauend legte eine Projektgruppe des Bundesverkehrsministeriums den Bericht „Untersuchung über Verkehrswege-Investitionen in ausgewählten Korridoren der Bundesrepublik Deutschland vor“, der die vier in den Bundesverkehrswegeplan aufgenommenen Neubaustrecken enthielt. Die vier Neubaustrecken sind auch im 1973 von der UIC vorgestellten europäischen Infrastruktur-Leitplan enthalten.
Wesentlichen Einfluss auf die Entwicklung eines Schienen-Schnellverkehrssystems hatte die Hochleistungs-Schnellbahn-Studie, die im Auftrag des Bundesverkehrsministers in den Jahren 1969 bis 1971 entwickelt worden war.

#### Geplante Neubaustrecken
Der Bundesverkehrswegeplan 1973 sah folgende sieben Neubaustrecken-Projekte vor:
- Hannover–Kassel–Würzburg (zwischen 1973 und 1991 als Schnellfahrstrecke Hannover–Würzburg realisiert)
- Mannheim–Schwetzingen–Stuttgart (zwischen 1976 und 1991 als Schnellfahrstrecke Mannheim–Stuttgart in ähnlicher Form realisiert)
- Neubaustrecke Köln–Groß-Gerau (zwischen 1995 und 2002 in ähnlicher Form als Schnellfahrstrecke Köln–Rhein/Main realisiert)
- Aschaffenburg–Würzburg (teilweise mit der Nantenbacher Kurve realisiert, Ausbau im Bereich des Schwarzkopftunnels 2017 realisiert)
- Stuttgart–Ulm–Augsburg–München (zuvor Ergänzungsstrecke Stuttgart–Ulm–Augsburg–München; heute: Neu- und Ausbaustrecke Stuttgart–Augsburg, Ausbaustrecke Augsburg–München)
- Rastatt–Offenburg (Rheintalbahn, teilweise fertiggestellt, mittlerweile Teil des Projekts Ausbau- und Neubaustrecke Karlsruhe–Basel)
- Kaiserslautern–Ludwigshafen am Rhein (Neubauprojekt verworfen, Ausbau der Bestandsstrecke läuft)

#### Geplante Ausbaustrecken
Folgende Ausbaustrecken waren geplant:
- Hamburg–Osnabrück–Dortmund (siehe Bahnstrecke Wanne-Eickel–Hamburg u. a., weitgehend realisiert)
- Hamburg–Uelzen–Hannover (realisiert, siehe Bahnstrecke Lehrte–Hamburg-Harburg und Bahnstrecke Hannover–Celle)
- Dortmund–Hannover–Braunschweig
- Flieden–Frankfurt am Main (Kinzigtalbahn (Hessen))
- (Frankfurt am Main)–Hanau–Aschaffenburg
- Frankfurt am Main–Mannheim (Riedbahn, wurde weitgehend für 200 km/h ausgebaut)
- Würzburg–Nürnberg–Augsburg (Bahnstrecke Fürth–Würzburg, wurde zu etwa einem Drittel für 200 km/h ausgebaut, weiterer Ausbau nicht realisiert)

Auf den Ausbaustrecken sollten alle Bahnübergänge beseitigt werden.

#### Fortschreibung der Maßnahmen
Am 9. März 1977 stimmte das Bundeskabinett dem Koordinierten Investitionsprogramm für die Bundesverkehrswege bis zum Jahr 1985 (KIP) zu. In dieser Fortschreibung des Bundesverkehrswegeplans 1973 waren Investitionen in Höhe von 111 Milliarden D-Mark für den Zeitraum von 1976 bis 1985 vorgesehen. Die Fortschreibung berücksichtigte insbesondere die ab 1973 veränderte energiepolitische Situation. (Ölkrise von 1973)
Voraussetzung für eine Aufnahme in das Maßnahmenpaket war ein volkswirtschaftliches Nutzen-Kosten-Verhältnis von 2,6 sowie ein Beitrag zur Verbesserung des Wirtschaftsergebnisses der Bundesbahn. Nach diesen Kriterien wurden aus ein einer Reihe von Vorschlägen der Bundesbahn zwei Neubauprojekte (Hannover–Würzburg und Mannheim–Stuttgart, gesamt 430 km) sowie sechs Ausbauprojekte (Hamburg–Münster, Hannover–Hamburg, Dortmund–Braunschweig, Frankfurt–Mannheim, Würzburg–Augsburg und Gießen–Friedberg, gesamt 1083 km) als Projekte mit den höchsten Kosten-Nutzen-Faktoren ausgewählt. Insgesamt sollten 11,9 Milliarden D-Mark (Preisstand: 1975) in diese acht Projekte investiert werden. Die Baumaßnahmen an allen sechs Ausbaustrecken war noch 1977 angelaufen und umfasste rund 300 kapazitäts- und qualitätsverbessernde Einzelmaßnahmen. Die Strecke Köln–Groß-Gerau war aus den Untersuchungen herausgenommen worden, nachdem das Bundesverkehrsministerium zunächst weitere Lösungen zur Verbesserung der Relation Frankfurt–Köln anmahnte. (eine andere Quelle spricht von 11,9 Milliarden D-Mark allein für die beiden Neubaustrecken)
Bis Ende 1981 waren von 560 Einzelmaßnahmen, die im Rahmen der sechs Ausbauprojekte vorgesehen waren, 180 fertiggestellt und 200 in Bau.

### Bundesfernstraßen

#### Bundesautobahnen
Die im Bundesverkehrswegeplan 1973 aufgeführten Autobahnnummern entsprechen der Nummerierung des deutschen Autobahnnetzes vor 1974.
Beispiele für verkehrlich besonders bedeutende Autobahnabschnitte, die explizit im Bundesverkehrswegeplan 1973 genannt waren, sind folgende Bundesautobahn-Neubaustrecken:
| Bundesautobahn-Neubaustrecke                                | von                            | bis                 | Länge (km) |
| ----------------------------------------------------------- | ------------------------------ | ------------------- | ---------- |
| A 107 Cloppenburg–Wilhelmshaven                             | Anschlußstelle Ahlhorner Heide | Oldenburg (B 211)   | 43,0       |
| A 107 Cloppenburg–Wilhelmshaven                             | Varel (L 19)                   | Wilhelmshaven       | 27,7       |
| A Vogelfluglinie (Lübeck–Neustadt und danach bis Oldenburg) | Lübeck                         | Oldenburg           | 34,5       |
| A 113 Bonn–Emden                                            | Solingen (A 11)                | Bottrop             | 50,0       |
| A 113 Bonn–Emden                                            | westl. Papenburg               | Leer (B 70n)        | 35,0       |
| A 73 Köln–Olpe                                              | Bergneustadt                   | Gerlingen (A 13)    | 22,3       |
| A 13 Gießen–Aschaffenburg                                   | Gießen – (Gambach)             | Aschaffenburg       | 75,6       |
| A 20 Heilbronn–Nürnberg                                     | Ansbach/Süd (B 13)             | Ansbach/West (B 14) | 11,0       |
| A 20 Heilbronn–Nürnberg                                     | Schwabach                      | Westernach          | 23,0       |
| A 78 München–Rosenheim                                      | München-Ost                    | Rosenheim           | 46,0       |
| A 24 Würzburg–Kempten                                       | Giengen                        | Hittistetten        | 37,0       |
| Autobahnring München (Nordteil)                             | Langwied (A 21)                | Fröttmaning (A 3)   | 16,0       |
| A 120 München–Freising                                      | BAB-Ring München               | Freising (B 11)     | 18,0       |
| A 23 Stuttgart–Singen (westl. Bodensee)                     | Rottenburg                     | Rottweil            | 40,6       |
| A 76 Trier–Landstuhl                                        | Longuich                       | Hermeskeil          | 20,7       |
| A 76 Trier–Landstuhl                                        | Autobahndreieck bei Nonnweiler | Freisen             | 22,7       |
| A 14 Goch–Krefeld–Ludwigshafen am Rhein                     | Moers                          | Alpen               | 17,0       |
| A 79 Duisburg–Venlo                                         | Moers                          | Aldekerk            | 13,5       |

Unter dem Aspekt der Erschließung der Fläche und zur Förderung der regionalen Wirtschaftsstruktur (im Zonenrandgebiet und in den übrigen Gebieten der Gemeinschaftsaufgabe Verbesserung der regionalen Wirtschaftsstruktur) waren folgende Autobahnstrecken aufgeführt:
| Bundesautobahn-Neubaustrecke | von                                       | bis       | Länge (km) |
| ---------------------------- | ----------------------------------------- | --------- | ---------- |
| A 12 Bremen–Cuxhaven         | Bremen/Nord ohne Ortsumgehung Bremerhaven | Cuxhaven  | 65,8       |
| A 15 Regensburg–Passau       | Hengersberg                               | Passau    | 40,0       |
| A 88 Regensburg–Pfreimd      | Regensburg/Pfaffenstein                   | Lindenloh | 39,6       |

Besonders stark belastete Autobahnstrecken sollten von 4 auf 6 Fahrstreifen erweitert werden; genannt sind folgende Abschnitte:
| Bundesautobahn-Neubaustrecke | von                                      | bis                        | Länge (km) |
| ---------------------------- | ---------------------------------------- | -------------------------- | ---------- |
| A 11 Hamburg–Lübeck          | Hamburg                                  | Lübeck                     | 54,0       |
| A 10 Frankfurt–Mannheim      | Frankfurt                                | Mannheim                   | 60,0       |
| A 15 Köln–Frankfurt          | Porz                                     | Anschlussstelle Bad Honnef | 15,0       |
| A 2 Berlin–Ruhrgebiet        | Anschlussstelle Wunstorf/Steinhuder Meer | BAB-Kreuz Hannover-Ost     | 27,3       |

#### Bundesstraßen
Ende 1975 sollten 1400 km Bundesstraßen im Bau sein; es werden genannt:
| Bundesstraße             | von                                         | bis                             | Länge (km) |
| ------------------------ | ------------------------------------------- | ------------------------------- | ---------- |
| B 68                     | Sennelager                                  | Schloss Neuhaus                 | 5,9        |
| B 5 (Marschenlinie)      | Anschlussstelle Hamburg-Moorfleet           | Landesgrenze Schleswig-Holstein | 14,5       |
| B 530                    | Simonswolde                                 | Emden                           | 9,0        |
| B 4                      | südlich Lüneburg                            | Maschen                         | 39,0       |
| B 248                    | Mörse (südlich Wolfsburg)                   | südlich Tappenbeck (B 188)      | 7,0        |
| B 75                     | östlich Westerstede                         | westlich Oldenburg              | 19,4       |
| B 75                     | Herrenbrücke Lübeck                         | Travemünde                      | 9,0        |
| B 406 (inzwischen A 172) | Merzig                                      | Luxemburgische Grenze           | 25,4       |
| B 303                    | Marktredwitz                                | Schirnding                      | 4,5        |
| B 40                     | Mainz                                       | Alzey (Mauchenheim)             | 27,2       |
| B 2                      | nördlich Augsburg                           |                                 | 5,3        |
| B 10                     | Verlegung bei Wörth                         |                                 | 13,0       |
| B 4                      | Ortsumgehung Wolfenbüttel                   |                                 | 16,0       |
| B 4                      | Nordabschnitt der Westumgehung Braunschweig |                                 | 7,0        |
| B 6                      | Ortsumgehung Nienburg                       |                                 | 11,5       |
| B 69/75                  | Ortsumgehung Oldenburg                      |                                 | 13,4       |

### Bundeswasserstraßen

#### Seeschifffahrtsstraßen
Die Ausbaumaßnahmen an den seewärtigen Zufahrten der deutschen Seehäfen sollten fortgesetzt werden. Daneben sollten Ersatzinvestitionen an Ufer- und Strombauwerken durchgeführt werden. Ferner sollte das Anpassungs- und Sicherungsprogramm am Nord-Ostsee-Kanal fortgesetzt werden: Die nicht mehr standsicheren Ufer sollten (bei gleich bleibender Wassertiefe des Kanals) zurückverlegt werden. Außerdem sollten die Anlagen zur Verkehrsregelung und die Betriebsanlagen des Kanals, insbesondere die Schleuseneinrichtungen in Brunsbüttel und Kiel-Holtenau, modernisiert werden. – Folgende Einzelmaßnahmen und deren Ziele werden tabellarisch aufgelistet:
| Seeschifffahrtsstraße                       | Ausbauziel (m Wassertiefe) | für Schiffe in tideabhängiger Fahrt (bis tdw) | voraussichtliche Fertigstellung (Jahr)                       |
| ------------------------------------------- | -------------------------- | --------------------------------------------- | ------------------------------------------------------------ |
| Ems unterhalb Reede                         | 12                         | 85.000                                        | 1973                                                         |
| Alte Ems / Dukegat Jade (bis Wilhelmshaven) | 18,5                       | 250.000                                       | Fahrrinne 1973; Radarkette 1976                              |
| Weser (bis Bremerhaven)                     | 12,0                       | 85.000                                        | Fahrrinne fertiggestellt; Leuchtfeuer und Strombauwerke 1976 |
| Weser (von Bremerhaven bis Bremen)          | 9,0                        | 35.000                                        | 1984                                                         |
| Elbe (bis Hamburg)                          | 13,5                       | 100.000                                       | Fahrrinne 1977; Leuchtfeuer und Strombauwerke 1985           |
| Trave (bis Lübeck)                          | 9,5                        | 14.000                                        | 1977                                                         |

#### Binnenschifffahrtsstraßen
Die Investitionen in die bereits laufenden Maßnahmen sollten fortgesetzt werden. Die Schwerpunkte lagen bei den
- Baumaßnahmen am Rhein,
- den Kanalneubauten Elbe-Seitenkanal und Main-Donau-Kanal und
- dem weiteren Ausbau des nordwestdeutschen Kanalnetzes.

Die Aufwendungen verteilen sich zu etwa gleichen Teilen auf
- die Herstellung eines zusammenhängenden Wasserstraßennetzes (Neubauten Elbe-Seitenkanal, Main-Donau-Kanal),
- den Ausbau bestehender Wasserstraßen für die Schifffahrt,
- Ersatzinvestitionen, Grundreparaturen, Maßnahmen gegen die Sohlerosion von Fließgewässern.

Für den Zeitraum 1973–1975 sollten 2007,1 Mio. DM aufgewendet werden; diese verteilen sich auf
- Neubau: 738,7 Mio. DM,
- Ausbau: 659,9 Mio. DM und
- Erhaltung und Erneuerung: 608,6 Mio. DM.